# El Aguacate, San Miguel Totolapan
El Aguacate är en ort i Mexiko.   Den ligger i kommunen San Miguel Totolapan och delstaten Guerrero, i den södra delen av landet, 200 km sydväst om huvudstaden Mexico City. El Aguacate ligger 1 293 meter över havet och antalet invånare är 291.
Terrängen runt El Aguacate är kuperad österut, men västerut är den bergig. Runt El Aguacate är det glesbefolkat, med 12 invånare per kvadratkilometer. Närmaste större samhälle är Huautla, 15,3 km sydost om El Aguacate. I omgivningarna runt El Aguacate växer huvudsakligen savannskog.